# Криворізька міська територіальна громада
Криворізька міська територіальна громада — територіальна громада в Україні, у Криворізькому районі Дніпропетровської області, з адміністративним центром у місті Кривий Ріг.

## Загальна інформація
Площа території — 444,4 км², населення громади — 622 012 осіб, з них: міське населення — 619 278 осіб, сільське — 2 734 особи (2020 р.).

## Населені пункти
До складу громади увійшли м. Кривий Ріг, 3 селища (Авангард, Гірницьке, Коломійцеве) та 2 села: Новоіванівка та Тернуватий Кут.

## Історія
Утворена у 2020 році, відповідно до розпорядження Кабінету Міністрів України № 709-р від 12 червня 2020 року «Про визначення адміністративних центрів та затвердження територій територіальних громад Дніпропетровської області», з територією та населеними пунктами Криворізької міської ради Дніпропетровської області у складі.